# Mursili III
Mursili III (écrit aussi Murshili), nom de naissance Urhi-Teshub, est un roi hittite (Nouvel empire) qui régna de 1272 à 1265 av. J.-C. (en chronologie courte),.

## Vie
De son nom de naissance Urhi-Teshub, c'est le fils aîné de Muwatalli II. À la mort de son père, il accède au trône à Tarhuntassa sous le nom de règne de Mursili III.
Durant son règne, Mursili III transféra la capitale de Tarhuntassa (où l'avait transportée Muwatalli II) à Hattusha. Les Assyriens ayant conquis Hanigalbat, le trône de Mursili III fut gravement affaibli. Dans sa septième année, Urhi-Teshub attaqua les bastions de son oncle Hattusili, Hakpis et Nerik, pour en prendre le contrôle et éliminer Hattusili qui rivalisait avec lui pour le pouvoir. Hakpis était le centre du pouvoir de Hattusili et Nerik, centre cultuel était sous sa domination comme grand prêtre. Hattusili écrit :

« Pendant sept ans, j'ai obéi [au roi]. Mais en utilisant son pouvoir divin avec une précipitation humaine, Urhi-Tesub a cherché à me détruire. Il m’a pris Hakpis et Nerik. Maintenant, je ne me soumettrai plus à lui. Je lui ai fait la guerre. Mais ce faisant, je n'ai commis aucun crime, en me dressant contre lui avec des chars ou en l’affrontant dans son palais. De manière civilisée je lui ai donc déclaré : « Tu as commencé les hostilités. Actuellement tu es un grand roi, et je ne suis le roi que d'une seule forteresse. C'est tout ce que tu m'as laissé. Viens ! Qu’Ishtar de Samuha et le courroux du Dieu de Nerik se prononcent sur l'affaire pour nous ! » Comme j'ai écrit cela à Urhi-Tesub, si quelqu'un déclarait maintenant : « Pourquoi après l’avoir fait roi lui déclarer maintenant la guerre ? [ma réponse serait] : « S'il n'avait pas commencé à me combattre, est-ce qu’Ishtar et le dieu de l’orage le considéreraient désormais comme un petit roi ? Parce qu'il a commencé par me combattre, les dieux ont pris parti pour moi. »

— (Apologie de Hattusili III, §10C, III 63-79)
Dans les désordres qui suivirent, Hattusili rassembla autour de lui des forces considérables, outre ses bastions de Hakpis et Nerik : plusieurs factions indécises se rallièrent au glorieux vainqueur de Qadesh contre Ramsès II (1294 av. J.-C.). Mursili III, qui avait perdu Hanigalbat contre les Assyriens, était affaibli et déconsidéré. Hattusili rallia même à lui des éléments des Gasgas, ennemis séculaires des Hittites. Hattusili défit rapidement son neveu Mursili III, le déposa et lui succéda sous le nom de Hattusili III. Après sa victoire, Hattusili nomma Kurunta, frère de Mursili, roi vassal de Tarhuntassa afin de s'assurer sa loyauté.
Après sa défaite et l'échec de complots pour renverser son oncle, Mursili s'enfuit en Égypte, terre ennemie. Hattusili III exigea de Ramsès II qu'il lui livre Mursili. Ramsès nia avoir connaissance de la présence de Mursili sur ses terres. Il s'ensuivit une crise diplomatique avec menace de guerre. Toutefois, les deux royaumes jouèrent l'apaisement et conclurent la paix en l'an 21 du règne de Ramsès II. Une clause d'extradition de Mursili fut incluse dans le traité et l'on perd ici sa trace.

## Lignage
L'arbre généalogique ci-dessous est une reconstruction possible, parmi d'autres, du lignage de la famille royale de l'empire hittite. La nomenclature des souverains, les liens de parenté demeurent obscurs par de nombreux aspects,,.